# Lai de Tydorel
Le lai de Tydorel est un lai médiéval qui raconte l'histoire d'un chevalier-faé (fée) qui charme les sens de la reine de Bretagne, alors assoupie sous un arbre. Il revient plusieurs fois la rencontrer en secret, et de la liaison naissent deux enfants, la fille est l'ancêtre des comtes de Bretagne Alain et Conan, et le fils, Tydorel, a la particularité de ne jamais dormir. Il s'agirait d'une projection de la culpabilité de la mère, qui avait accepté l'adultère alors qu'elle était endormie.
« Sire, je peux seulement vous dire ce que j'ai entendu un jour : celui qui ne dort jamais n'est pas né d'un homme »
Nouvelles fantastiques et chevaleresques de la cour de Bretagne, lai de Tydorel, édition Paleo.
Le chercheur Goulven Péron a proposé d'identifier Tydorel avec le personnage historique Conan II, comte de Bretagne mort en 1066. Selon ce même chercheur Tydorel aurait pu inspirer le personnage de Lancelot du Lac.